# Империя превыше всего
«Империя превыше всего» — дилогия российского фантаста Ника Перумова, повествующая о событиях далёкого будущего человечества. События разворачиваются вокруг Империи, которая также называет себя Четвёртым рейхом и которую ненавидит большая часть покорённых планет. Главный герой, Руслан Фатеев, мечтает о крахе Империи, но события вскоре начинают развиваться так, что он меняет свою точку зрения.

## Книги дилогии
- «Череп на рукаве» — первая книга дилогии, вышедшая в 2002 году. Рассказывает о юности Руслана Фатеева и о его карьерном росте в Имперском десанте.
- «Череп в небесах» — вторая книга дилогии, вышедшая в 2004 году. Рассказывает о войне с биоморфами.

## Сюжет
Через несколько столетий после XXI века человечество смогло выйти в глубокий космос. После ряда войн вся человеческая раса была объединена в Империю — Четвёртый рейх под управлением «стержневой нации» — немцев, которые сумели вновь подняться, победить и объединить другие народы. Рейх был достаточно сильным для удержания власти в колониях, и достаточно грозным для возможности вести переговоры с Чужими на равных. Однако представителей «нестержневых наций» перестала устраивать роль подчинённых, хотя Четвёртый рейх и воссоздал антураж нацистской Германии, он не унаследовал от него нацизм и концлагеря.
Руслан Фатеев — уроженец планеты Новый Крым: одной из последних планет русского народа (помимо Славутича и Вольного Дона). Он — старший сын рода Фатеевых, исконно непримиримого по отношению к Империи — неожиданно поступает на службу в элитный десантно-штурмовой батальон «Танненберг» имперской дивизии «Тотенкопф» («Мёртвая голова»), тем самым отказавшись от родственников, друзей и любимой девушки.
Первая часть дилогии повествует о становлении Руслана как идеального имперского солдата. Успешно выполняющий все требования, беспрекословно подчиняющийся приказам начальства, Фатеев быстро продвигается по служебной лестнице. Даже столкновение с биоморфами приносит ему выгоду. И хоть форма имперского десантника, до боли напоминающая форму солдат вермахта времён Второй мировой войны, ложится на его плечи как клеймо предателя, покинувшего свой дом и вступившего в ряды оккупантов, Руслан действует согласно «плану». Принцип «свой среди чужих, чужой среди своих» — это его жизнь.
Стремительно развивающиеся события, описанные во второй части дилогии, заставляют Руслана поменять своё мнение относительно Империи и себя. Гражданская война с отколовшейся от Империи Федерацией Тридцати Планет, битвы на планетах Иволга, Каппа-4 и последующее вторжение расы Дбигу помогают Руслану Фатееву определиться с вопросом о его роли во Вселенной. Деспотизм Федерации Тридцати Планет и угроза существованию всего расколотого человечества со стороны биоморфов и Чужих заставляют Руслана Фатеева объединиться с Рейхом как с меньшим злом, а также завоевать свободу для Нового Крыма.